# دیرین‌جانورشناسی

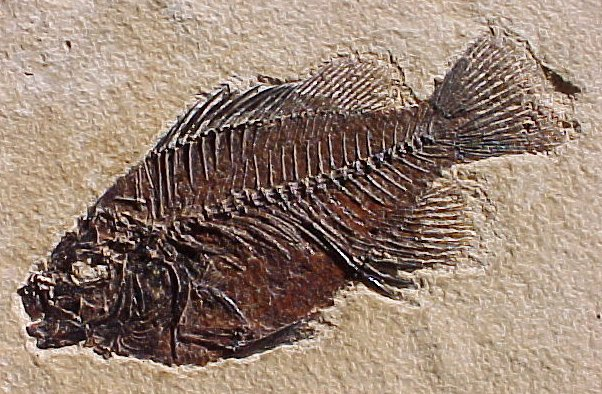
پریسکاکارا لیوپس

دیرین‌جانورشناسی، (یونانی: παλαιόν، palaeon «قدیمی» و ζῷον، zoon «جانوران»)، شاخه‌ای است از دیرینه‌شناسی، دیرین‌زیست‌شناسی یا جانورشناسی که به بازیابی و شناسایی جانوران چندسلولیباقی‌مانده از بافت‌های زمین‌شناسی (و یا حتی باستان‌شناسی) و استفاده از این فسیلها در بازسازی محیط‌های پیشاتاریخ و بوم‌سازگان‌های باستانی می‌پردازد.